# Епархия Рафо
Епархия Рафо (лат. Dioecesis Rapotensis, ирл. Deoise Ráth Bhoth) — диоцез Римско-католической церкви, в составе митрополии Армы в Ирландии.
С 2017 года епископом является иезуит Алан Макгакиан.

## География и статистика
Основано приблизительно в 700 году как Abbacy nullius. В 1111 году была официально признана епархией на синоде в Рэтбрессиле.
Епископство охватывает большую часть графства Донегол, за исключением полуострова Инишоуэн. Крупнейшие города — Баллишаннон, Донегол, Леттеркенни и Странорлар. По состоянию на 2017 год епархия насчитывает 82 100 католиков (91 % от всего населения в 90 267 человек). На территории 4030 км² находятся 33 прихода, клир епархии состоит из 77 священников (77 епархиальных, монашествующих нет) и 29 мирян (1 брат, 28 сестры).
Престол находится соборе Святых Юнана и Колумбы в Леттеркенни. Покровители епархии — святые Адамнан (или Юнан) и Колумба.

## Ординарии
Последние десять епископов Рафо:
- Патрик Макгеттиган (1820—1861)
- Дэниел Макгеттиган[англ.] (1861—1870), позже архиепископ Армы (1856—1861)
- Джеймс Макдевитт (1871—1879)
- Майкл Лог (1879—1887), позже архиепископ Армы (1887—1924)
- Патрик Джозеф О’Доннелл (1888—1922), позже архиепископ Армы (1924—1927)
- Уильям Макнили[англ.] (1923—1963)
- Энтони Колумба Макфили[англ.] (1965—1982)
- Симус Хегарти[англ.] (1982—1994)
- Филип Бойс[англ.], кармелит (1995—2017)
- Алан Макгакиан[англ.], иезуит (с 2017)